# 兵庫県の図書館一覧
兵庫県の図書館一覧（ひょうごけんのとしょかんいちらん）は兵庫県の図書館の一覧である。

## 県立図書館
- 兵庫県立図書館
- 兵庫県立こどもの館
- ひょうご労働図書館

## 市町立図書館
兵庫県では地域単位で市町立図書館を構成体とする協議会が設立されており、協議会参加館間での広域貸し出しが積極的に行われている。
- 阪神地区公共図書館協議会（1966年設立） - 阪神間（阪神南県民センター・阪神北県民局管内）。1991年より参加館間の広域貸し出しを実施。
- 播但図書館連絡協議会（1970年設立） - 播磨・但馬地域[注 1]。
- 東播磨地区図書館等連絡協議会（1995年設立） - 東播磨・北播磨県民局管内。
  - 活動地域は播但と重複するが、播但に不参加もしくは退会した館も本協議会の参加館として広域貸し出しを実施している。
- 淡路図書館等連絡協議会（1993年設立） - 淡路県民局管内。淡路島の3市で広域貸し出しを実施している。
- 丹波地区図書館連絡協議会（2014年設立） - 丹波県民局管内。2市間での広域貸し出しを実施している。

上記の各協議会の他、姫路市を中心に播磨圏域連携中枢都市圏を構成する8市8町の公立図書館・室で2015年11月（赤穂市のみ2016年4月）から広域貸し出しを実施している。神戸市は地域単位の協議会には参加していないが、神戸隣接市・町長懇話会で隣接する市・町と個別に広域貸し出し（神戸市側は全域の場合と一部の行政区のみ対象の場合がある）の協定を取り交わしている。
2021年（令和3年）10月時点では、県内41市町のうち神河町と香美町の2町に公立図書館が設置されていない。

### 神戸市
- 神戸市立図書館
  - 神戸市立中央図書館
  - 神戸市立東灘図書館
  - 神戸市立灘図書館
  - 神戸市立三宮図書館
  - 神戸市立兵庫図書館
  - 神戸市立北図書館
  - 神戸市立北神図書館
  - 神戸市立新長田図書館
  - 神戸市立須磨図書館
  - 神戸市立名谷図書館
  - 神戸市立垂水図書館
  - 神戸市立西図書館

### 阪神南地域
- 尼崎市立図書館
  - 尼崎市立中央図書館
  - 尼崎市立北図書館
- 西宮市立図書館
  - 西宮市立中央図書館
  - 西宮市立北部図書館
  - 西宮市立鳴尾図書館
  - 西宮市立北口図書館
- 芦屋市立図書館

### 阪神北地域
- 伊丹市立図書館
- 宝塚市立図書館
  - 宝塚市立中央図書館
  - 宝塚市立西図書館
- 川西市立中央図書館
- 三田市立図書館
- 猪名川町立図書館

### 東播磨地域
- 明石市立図書館
  - あかし市民図書館
  - 明石市立西部図書館
- 加古川市立図書館
  - 加古川市立中央図書館
  - 加古川市立加古川図書館
  - 加古川市立ウェルネスパーク図書館
- 高砂市立図書館
- 稲美町立図書館
- 播磨町立図書館

### 北播磨地域
- 西脇市図書館
- 三木市立図書館
  - 三木市立青山図書館
  - 三木市立吉川図書館
- 小野市立図書館
- 加西市立図書館
- 加東市立図書館
  - 加東市中央図書館
  - 加東市滝野図書館
  - 加東市東条図書館
- 多可町図書館

### 中播磨地域
神河町には図書館が無く、公民館と児童館併設の図書室3室が設置されている。
- 姫路市立図書館
- いちかわ図書館
- 福崎町立図書館

### 西播磨地域
- 相生市立図書館
- たつの市立図書館
  - たつの市立揖保川図書館
  - たつの市立新宮図書館
  - たつの市立龍野図書館
  - たつの市立御津図書館
- 赤穂市立図書館
- 宍粟市立図書館
  - ちくさ図書館
- 太子町立図書館
- 佐用町立図書館
- 上郡町立図書館

### 但馬地域
- 豊岡市立図書館
- 新温泉町立加藤文太郎記念図書館
- 朝来市図書館
  - 朝来市和田山図書館
  - 朝来市あさご森の図書館
- 養父市立図書館
- 香美町立香住区中央公民館図書室

### 丹波地域
- 丹波篠山市立中央図書館
  - 丹波篠山市民センター図書コーナー
- 丹波市立図書館
  - 丹波市立中央図書館
  - 丹波市立柏原図書館
  - 丹波市立青垣図書館
  - 丹波市立春日図書館
  - 丹波市立山南図書館
  - 丹波市立市島図書館

### 淡路地域
- 洲本市立図書館
  - 洲本市立洲本図書館
  - 洲本市立五色図書館
- 南あわじ市立図書館
- 淡路市立図書館
  - 淡路市立津名図書館
  - 淡路市立東浦図書館

## 大学図書館
兵庫県立図書館の「兵庫県内図書館横断検索」で対象となっている大学を挙げる。

### 国公立大学
- 神戸大学附属図書館
- 兵庫教育大学附属図書館
- 兵庫県立大学学術情報館

### 私立大学
- 神戸学院大学図書館
- 姫路獨協大学附属図書館

## 私立図書館
- サンパティオ図書館（宍粟市） - 個人運営。1997年 - 2018年はJAハリマが事業主体だった。

## 専門図書館
- 神戸ファッション美術館 ライブラリー
- 市民福祉大学 福祉ライブラリー[外 1]